# سوفیا د ملو براینر اندرسن
سوفیا دِ مِلو براینر اَندرسِن (پرتغالی: Sophia de Mello Breyner Andresen؛ ۶ نوامبر ۱۹۱۹ – ۲ ژوئیه ۲۰۰۴) یک شاعر و نویسنده نامدار اهل پرتغال بود.
او در یک خانوادهٔ اشرافی در پورتو به دنیا آمد و نام خانوادگی «اَندرسِن» را از جد پدری خود که یک بازرگان دانمارکی بود به ارث برد.
سوفیا از منتقدان دیکتاتوری آنتونیو ده الیویرا سالازار بود و پس از انقلاب میخک در سال ۱۹۷۴ میلادی، مدتی کوتاه، نمایندهٔ «حزب سوسیالیست» بود.
علاوه بر فعالیت‌های ادبی و نگارش آثار خودش، وی آثار ویلیام شکسپیر و دانته را نیز به زبان پرتغالی ترجمه کرده است.
پس از مرگش، مجلس جمهوری (پرتغال) با اکثریت قاطع آرا رأی دادند تا او در «پانتئون ملی پرتغال» دفن شود. وی دومین زنی است که پس از «آمالیا خودریگش» به چنین افتخاری نائل می‌شود.
جایزهٔ ملی سینمایی سوفیا، به افتخار او بدین اسم، نامگذاری شده است.